# Mexico Citys tunnelbana
Mexico Citys tunnelbana kallas Metro. Den har 12 linjer och 195 stationer, varav 115 är underjordiska. Den öppnades för allmänheten och invigdes den 4 september 1969. Tunnelbanan är öppen från 05:00 till 00:00 lokal tid. 2 linjer går på normalspår medan 10 linjer går via en pneumatikdriven tunnelbana på gummihjul. Tunnelbanan går i stora delar av Mexico Citys storstadsområde.

## Olycka
Sent på kvällen den 3 maj 2021 bröts en upphöjd sektion av på linje 12 när ett tåg passerade och fler än 20 personer omkom och 70 skadades på grund av olyckan.

## Linjer
| Linje | Linje    | Norra/västra terminalen   | Södra/östra terminalen   | Antal stationer | Längd           | Invigd           | Antal passagerare (2019) |
| ----- | -------- | ------------------------- | ------------------------ | --------------- | --------------- | ---------------- | ------------------------ |
|       | Linje 1  | Observatorio (V)          | Pantitlán (Ö)            | 20              | 16,65 kilometer | 4 september 1969 | 242 787 412              |
|       | Linje 2  | Cuatro Caminos (N)        | Tasqueña (S)             | 24              | 20,71 kilometer | 1 augusti 1970   | 269 149 446              |
|       | Linje 3  | Indios Verdes (N)         | Universidad (S)          | 21              | 21,28 kilometer | 20 november 1970 | 222 368 257              |
|       | Linje 4  | Martín Carrera (N)        | Santa Anita (S)          | 10              | 9,36 kilometer  | 29 augusti 1981  | 29 013 032               |
|       | Linje 5  | Politécnico (N)           | Pantitlán (S)            | 13              | 14,44 kilometer | 19 december 1981 | 86 512 999               |
|       | Linje 6  | El Rosario (V)            | Martín Carrera (Ö)       | 11              | 11,43 kilometer | 21 december 1983 | 49 945 822               |
|       | Linje 7  | El Rosario (N)            | Barranca del Muerto (S)  | 14              | 17,01 kilometer | 20 december 1984 | 108 152 051              |
|       | Linje 8  | Garibaldi / Lagunilla (N) | Constitución de 1917 (S) | 19              | 17,68 kilometer | 20 juli 1994     | 133 620 679              |
|       | Linje 9  | Tacubaya (V)              | Pantitlán (Ö)            | 12              | 13,03 kilometer | 26 augusti 1987  | 113 765 528              |
|       | Linje 12 | Mixcoac (V)               | Tláhuac (Ö)              | 20              | 24,11 kilometer | 30 oktober 2012  | 134 900 367              |
|       | Linje A  | Pantitlán (V)             | La Paz (Ö)               | 10              | 14,89 kilometer | 12 augusti 1991  | 112 288 064              |
|       | Linje B  | Ciudad Azteca (N)         | Buenavista (S)           | 21              | 20,28 kilometer | 15 december 1999 | 152 545 958              |

- Färger enligt de officiella markeringarna.

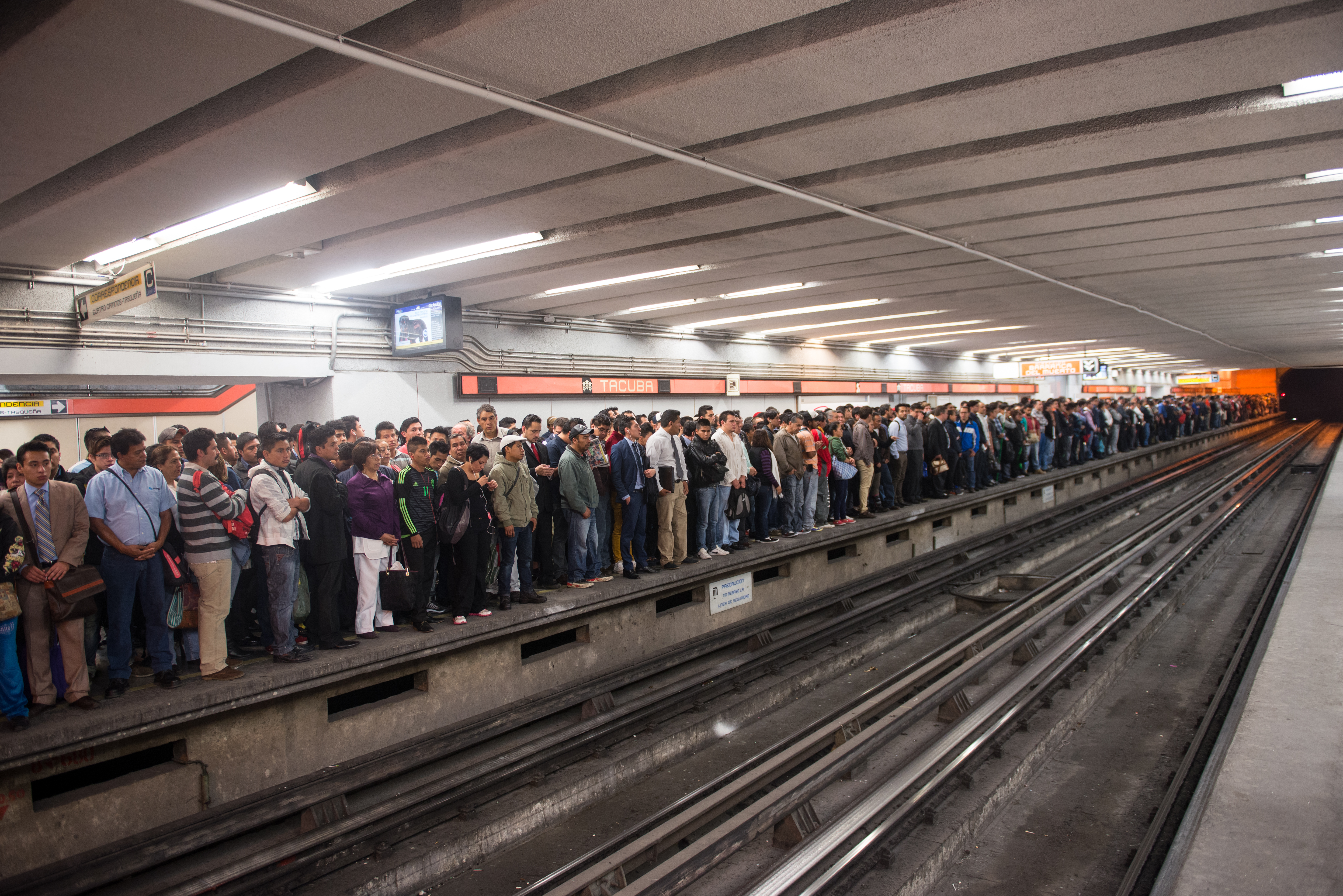
Metro Mexico 2015

Planerade framtida utbyggnader
| Linje | Linje                       | Norra/västra terminalen | Södra/östra terminalen | Antal stationer |
| ----- | --------------------------- | ----------------------- | ---------------------- | --------------- |
|       | Linje 12 västra utbyggnaden | Observatorio (V)        | Mixcoac (Ö)            | 3               |